# Samia Yusuf Omar
Samia Yusuf Omar (Somalisch: Saamiya Yuusuf Cumar, Mogadishu, 25 maart 1991 – begin april 2012) was een Somalisch atlete.

## Biografie
Omar groeide op in een krotwoning als oudste met vijf jongere broers en zussen. Rond haar twaalfde stierf haar vader en nam ze de zorg over van haar moeder, die op haar beurt ging bijverdienen met straathandel. Sporten bood haar hoop op een uitweg, maar ze ondervond veel tegenstand bij haar pogingen om hard te lopen. Militieleden vonden dat moslimvrouwen niet hoorden te sporten. Wanneer het haar lukte om te trainen, dan deed ze dat in het Coni-stadion van Mogadishu. Omar zette door en wist zich - enkele maanden na haar deelname aan de Afrikaanse atletiekkampioenschappen, waar ze op de 100 m laatste in haar heat werd - te kwalificeren voor de Olympische Spelen van 2008 in Peking. Ze werd met grote achterstand - acht seconden achter de winnaar - laatste op de 200 m voor vrouwen, maar genoot van de aandacht die ze kreeg.
Teleurgesteld door een gebrek aan interesse van het Somalisch Olympisch Comité, vertrok Omar in 2010 naar Addis Abeba, Ethiopië. Toen ze ook daar de tegenwerking ondervond van haar thuisland, besloot ze via Soedan en Libië (waar ze om onbekende redenen nog enige tijd gevangen zat) te vluchten naar Europa. Ze hoopte daar als vluchteling opgenomen te worden, zodat ze alsnog afgevaardigd kon worden voor de Olympische Spelen van 2012 in Londen. Tijdens de overtocht van Libië naar Italië, in april 2012, zonk het bootje met meer dan zestig vluchtelingen en verdronk Omar. Ze werd 21 jaar oud; haar lichaam werd nooit gevonden.
Over haar leven verscheen in 2015 een stripboek van cartoonist Reinhard Kleist Der Traum von Olympia. Die Geschichte von Samia Yusuf Omar.
In 2014 verscheen het boek
'Non dirmi che hai paura' van Giuseppe Catozzella, een roman gebaseerd op haar leven. Het boek is in het Nederlands vertaald door Manon Smits en in 2014 uitgegeven onder de titel 'De geur van vrijheid'.

## Persoonlijke records
| Onderdeel | Prestatie | Wind (m/s) | Datum            | Plaats  |
| --------- | --------- | ---------- | ---------------- | ------- |
| 200 m     | 32,16     | -0,1       | 19 augustus 2008 | Peking  |
| 1500 m    | 5.36,97   |            | 29 juli 2010     | Nairobi |

- Bibsys: 15010481
- Biblioteca Nacional de España: XX5429528
- Gemeinsame Normdatei: 1059829444
- World Athletics: 14941299
- International Standard Name Identifier: 0000 0004 3951 0075
- Library of Congress Control Number: no2015055385
- Nationale Bibliotheek van Tsjechië: ola2016921267
- Nationale Bibliotheek van Israël: 987007341778705171
- Système universitaire de documentation: 187908184
- Virtual International Authority File: 311416444
- WorldCat: E39PBJhX3cQWGJYKX9dKyvXrv3